# Gerold Richter (Architekt)
Gerold Richter (* 18. April 1943 in Freudthal; † 2. Juli 2021) war ein deutscher Architekt und Hochschullehrer.

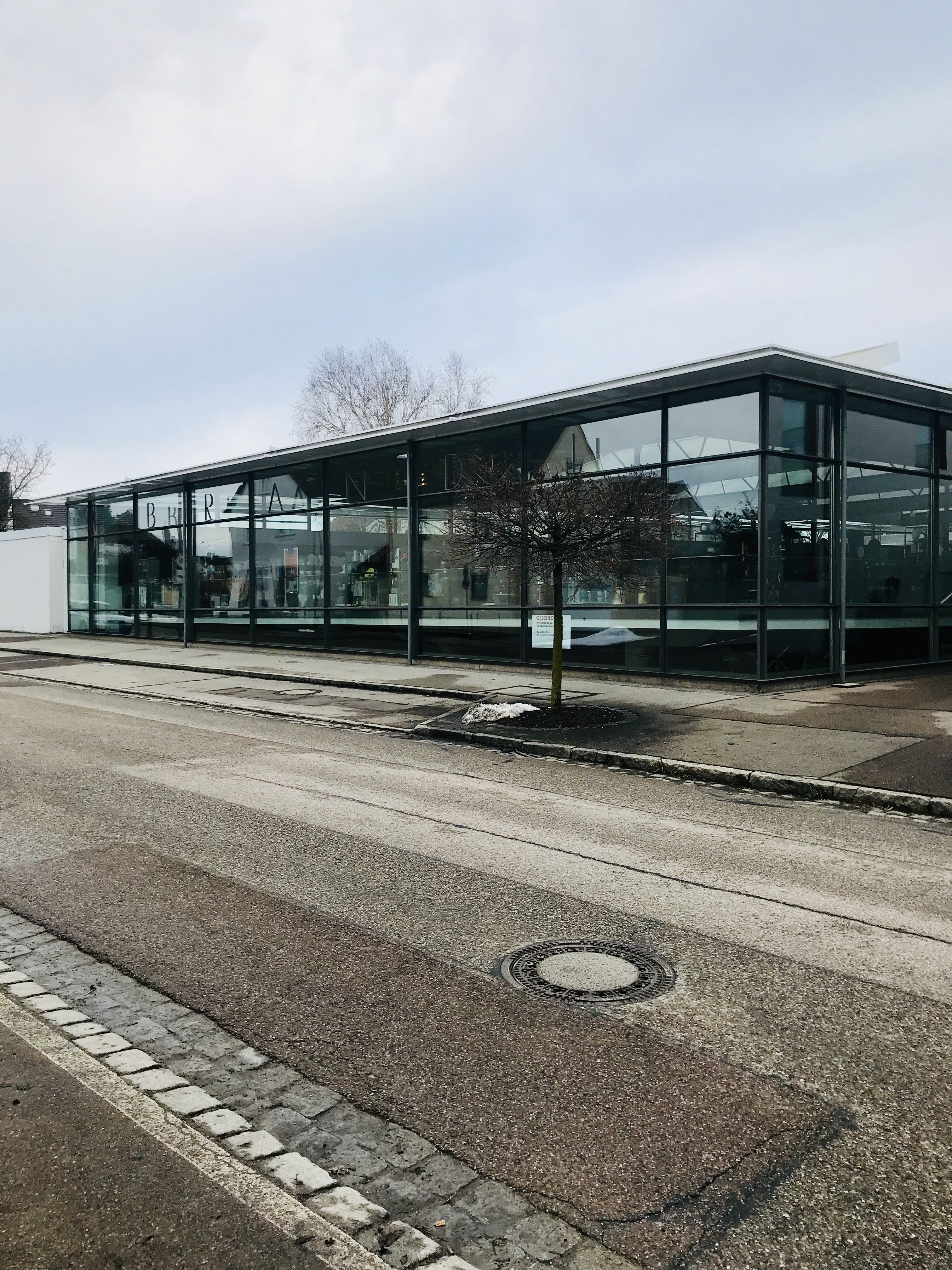
Verkaufsgebäude in Eitensheim

## Werdegang
Richter studierte Architektur an der Technischen Universität München und führte später mit Jörg Homeier gemeinsam das Münchner Architekturbüro Homeier + Richter.

### Lehrtätigkeit
Richter hatte zwischen 1983 und 1984 einen Lehrauftrag für Baukonstruktion und Gebäudelehre an der Fachhochschule Augsburg inne und lehrte später als Professor an der Hochschule für angewandte Wissenschaften München.

## Bauten

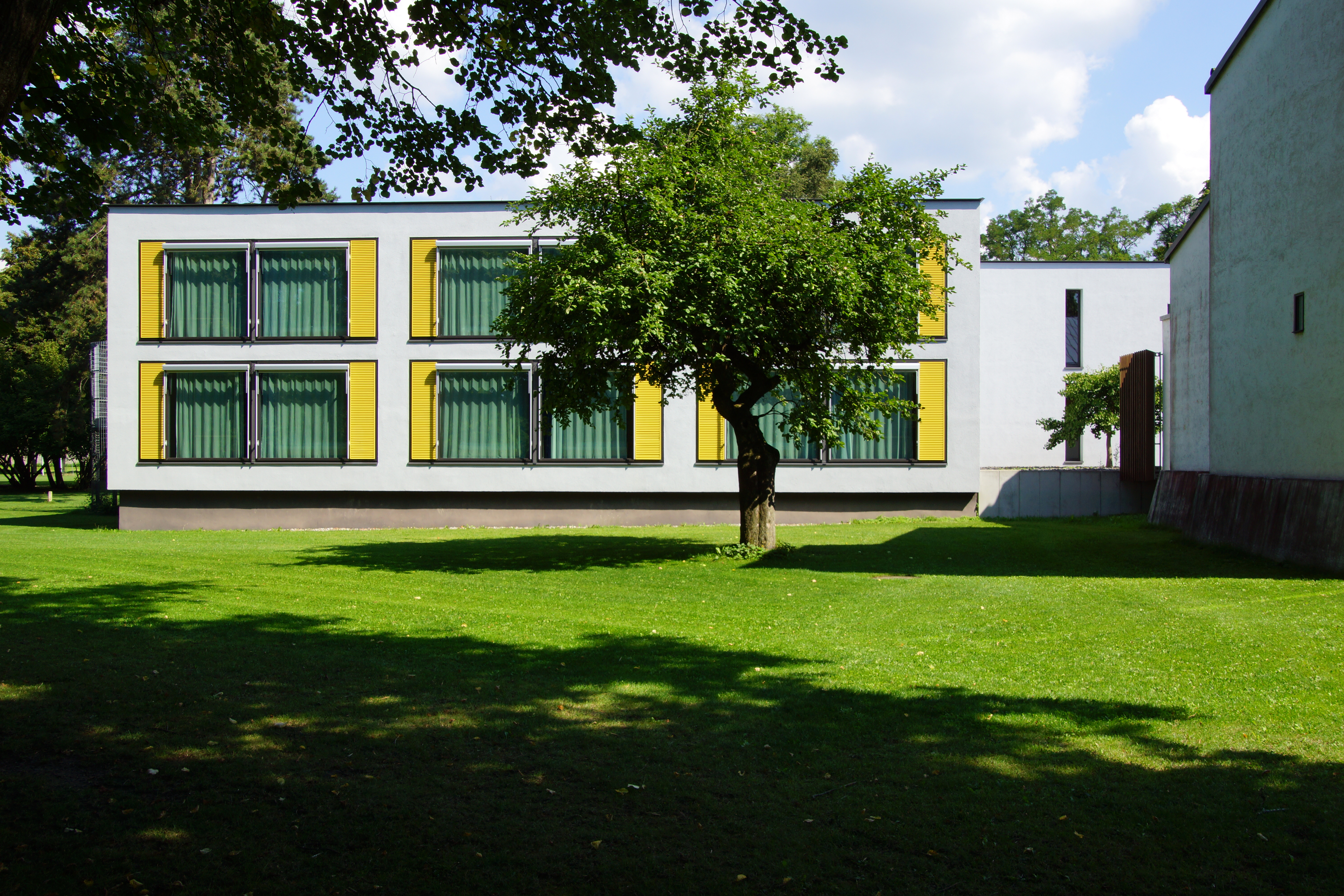
Bettenhaus I auf Schloss Pfünz

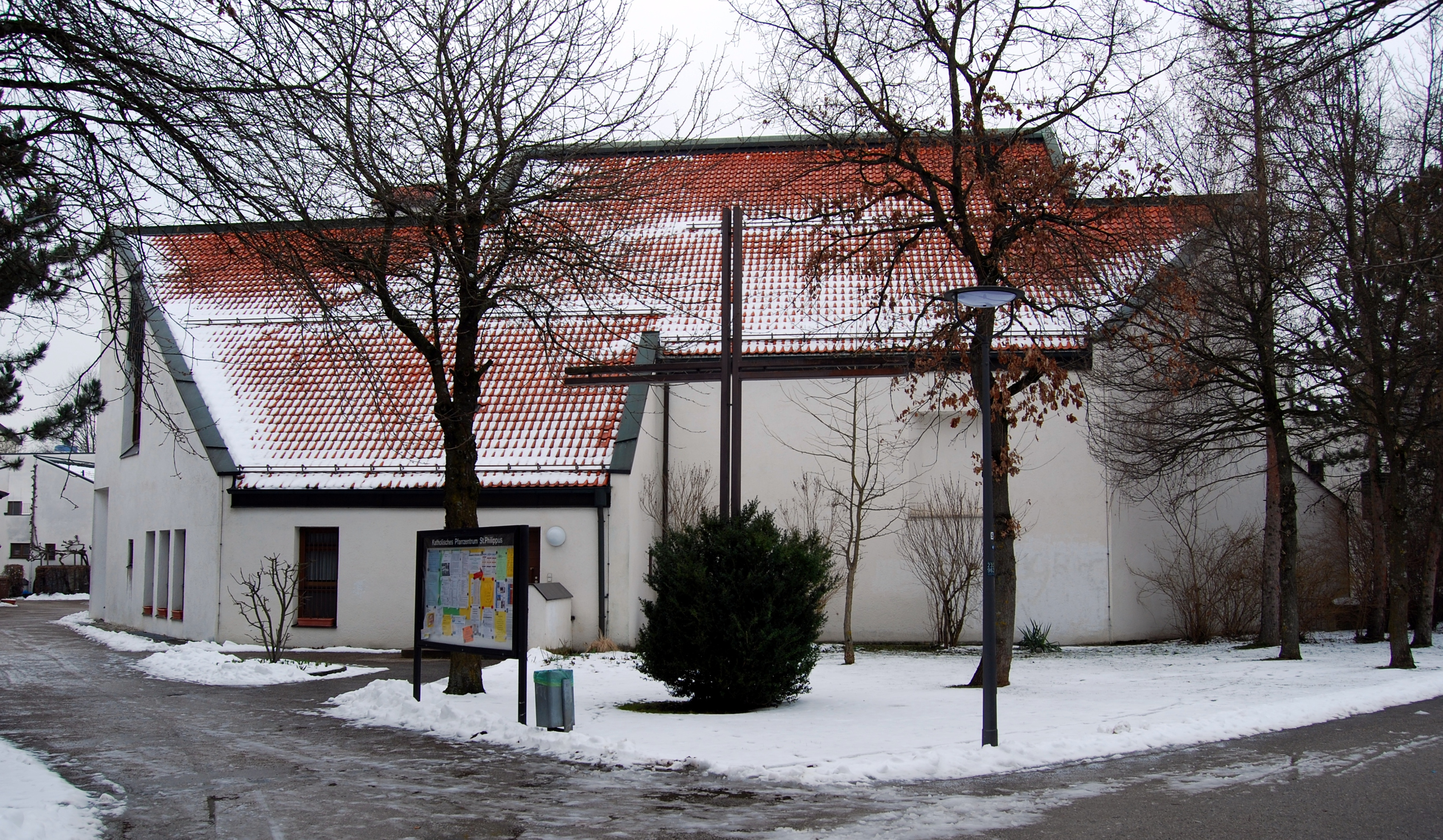
Gemeindezentrum St. Philippus in München

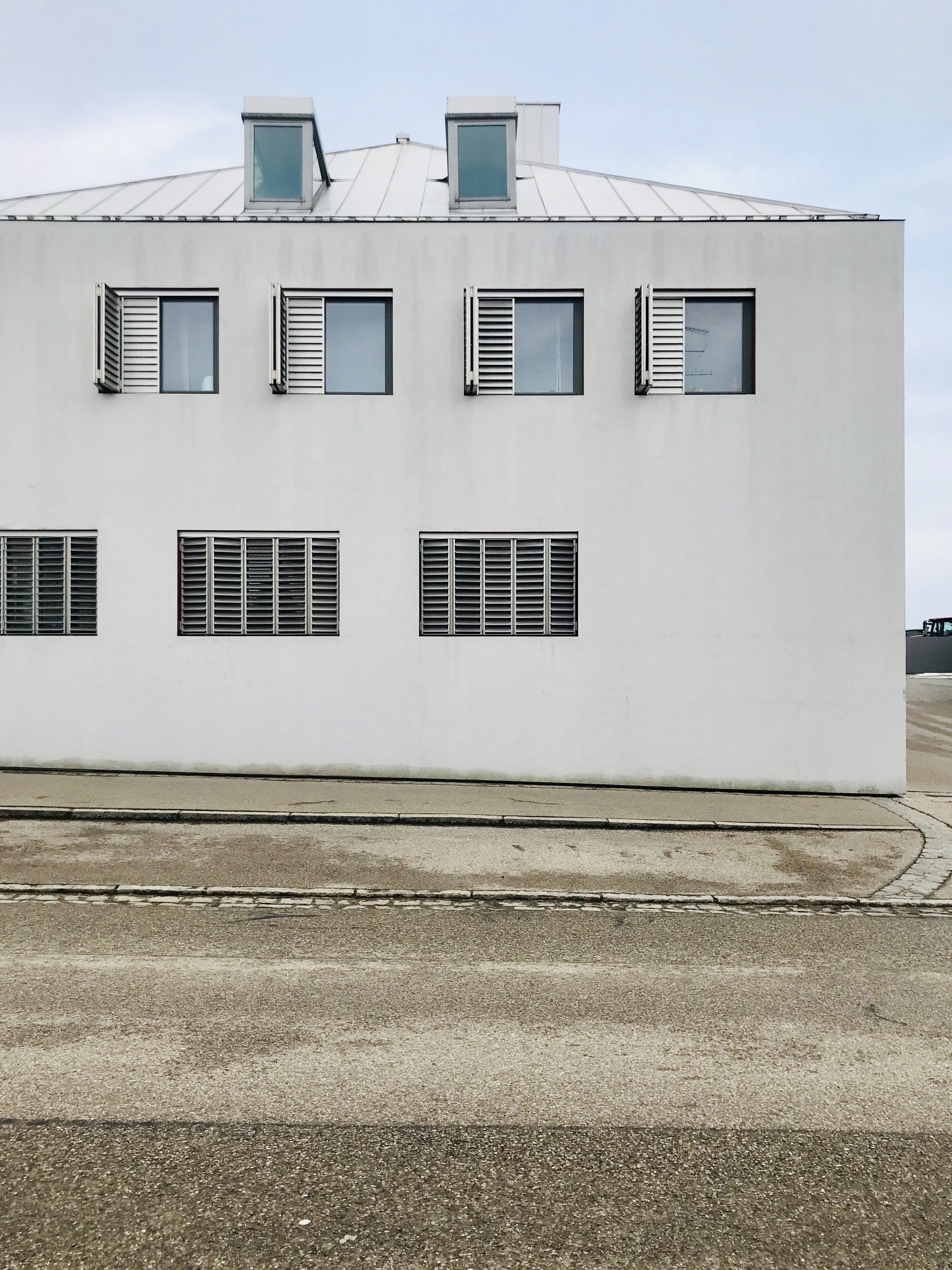
Sanierung eines Verkaufsgebäudes

- 1978–1980: Bürogebäude der Katholischen Universität Eichstätt-Ingolstadt in Eichstätt, Ostenstraße 18 (mit Karljosef Schattner)

als Partner des Architekturbüros Homeier + Richter:
- 1996: Pfarrzentrum St. Philippus in München[2]
- 1998: Werkhalle und Verkaufsgebäude Brandl in Eitensheim (mit Ingenieur Johann Grad und Lichtplaner Walter Bamberger)[3]
- 2000–2003: Krebshaus in Eichstätt[4]
- 2003–2005: Eingangsgebäude und Bettenhaus I des Diözesanjugendhauses Schloss Pfünz[5]
- 1998–2009: Wohnbebauung an der Lothringer Straße in München (mit Meck + Köppel)
- 2015: Pfarrzentrum St. Hildegard in Edelsfeld[6]

## Auszeichnungen und Preise
als Mitarbeiter im Diözesanbauamt Eichstätt:
- 1981: BDA-Preis Bayern für das Bürogebäude in Eichstätt[7]
- 1981: Architekturpreis Beton für das Bürogebäude in Eichstätt

für selbständig ausgeführte Projekte:
- 1998: Balthasar-Neumann-Preis für Werkhalle und Verkaufsgebäude Brandl in Eitensheim[8]